# Kentriodon
A Kentriodon az emlősök (Mammalia) osztályának párosujjú patások (Artiodactyla) rendjébe, ezen belül a fosszilis Kentriodontidae családjába tartozó típusnem.

## Tudnivalók
A Kentriodon-fajok a késő oligocén és a középső miocén korszakok között éltek. Családjának nemcsak a típusneme, hanem a legkorábban kifejlődött és a legnépesebb neme is. Maradványaikat Európában, Japánban, a Koreai-félszigeten, Észak-Amerikában, Peruban és Argentínában találták meg. Ide kis és közepes méretű fogascetek tartoztak, amelyek meglehet, hogy echolokációra is képesek voltak.

## Rendszerezés
A nembe az alábbi 7 faj tartozik:
- Kentriodon diusinus Salinas-Márquez, Barnes, Flores-Trujillo & Aranda-Manteca, 2014[1]
- Kentriodon fuchsii (Brandt, 1873)[2]
- Kentriodon hobetsu Ichishima, 1995[3]
- Kentriodon hoepfneri Kazár & Hampe, 2014[4]
- Kentriodon obscurus (Kellogg, 1931)[5]
- Kentriodon pernix Kellogg, 1927 - típusfaj[6]
- Kentriodon schneideri Whitmore & Kaltenbach, 2008[7]

## Fordítás
- Ez a szócikk részben vagy egészben  a   Kentriodon című angol Wikipédia-szócikk ezen változatának fordításán alapul.  Az eredeti cikk szerkesztőit annak laptörténete sorolja fel. Ez a jelzés csupán a megfogalmazás eredetét és a szerzői jogokat jelzi, nem szolgál a cikkben szereplő információk forrásmegjelöléseként.